# Pierre-Amable de Bonne
Pierre-Amable de Bonne, né le 25 novembre 1758 à Montréal et décédé le 6 septembre 1816 à Beauport, est un seigneur, avocat, juge et homme politique bas-canadien.

## Biographie
Né à Montréal en 1758, Pierre-Amable de Bonne est le fils de Louis de Bonne, (1717-1760), chevalier de Saint-Louis, capitaine dans le régiment de Condé lorsqu’il vint au Canada en août 1749, avec le gouverneur Jacques-Pierre de Taffanel de La Jonquière, son parent. Blessé lors de la Bataille de Sainte-Foy le 28 avril 1760 et mort le lendemain; il fut inhumé le 30 avril dans le cimetière de l’Hôpital général de Québec. La seigneurie de Sault-Sainte-Marie lui avait été concédée le 18 octobre 1750 à l'endroit de l'actuelle ville de Sault Sainte-Marie (Michigan).
Pierre-Amable étudie dans un collège des Sulpiciens, puis au Collège Saint-Raphaël et au Petit Séminaire de Québec. Il sert dans la milice pour défendre la Ville de Québec pendant le siège de la ville par les Américains en 1775-76, et participe aussi à la campagne du lac Champlain, où il est promu lieutenant. Il est fait prisonnier en 1777 à la bataille de Saratoga. De Bonne a continué de servir dans la Milice après coup. Il atteindra le grade de colonel en 1809. Il étudie le droit à Montréal et se qualifie comme avocat et notaire en 1780.
De bonne hérite de la seigneurie de Sault-Sainte-Marie de son père; il acquit également des propriétés supplémentaires au fil des ans. En 1781, il épouse Louise, la fille de Michel Chartier de Lotbinière, mais les deux se séparent par consentement mutuel dès 1782. En 1788, il est nommé juge de paix. Il devient également directeur du Théâtre de société, formé à Montréal en 1789. Élu à la chambre d'assemblée du Bas-Canada en 1792, il est de nouveau élu à Trois-Rivières en 1796, puis encore en 1800. Il est ensuite élu dans le comté de Québec en 1804, 1808 et 1809. À l'Assemblée, de Bonne est parmi ceux qui appuient l'utilisation du français et de l'anglais par l'Assemblée. En 1794, il est nommé au Conseil exécutif, où il servira jusqu'à sa mort ; ce qui l'identifie aux intérêts pro-britanniques et lui attire l'antipathie du Parti canadien. De Bonne a d'ailleurs collaboré à fonder le journal Le Courrier de Québec, qui s'opposait au Parti canadien.
En 1794, il est nommé juge à la Cour des plaids-communs et à la Cour du banc du Roi pour le district de Québec. En tant que juge, il appuie l'utilisation du droit civil français. À plusieurs reprises, le Parti canadien tente d'introduire une législation interdisant aux juges de siéger à l'Assemblée législative, une prise de position visant spécialement de Bonne. En 1809, le gouverneur James Henry Craig dissout le Parlement en conséquence. En 1810, l'Assemblée vote finalement pour déclarer son siège vacant. De nouveau, le gouverneur dissout le Parlement. De Bonne prend sa retraite à titre de juge en 1812.
En 1805, à la suite du décès de sa première femme trois ans auparavant, de Bonne se remarie avec Louise-Elizabeth Marcoux. Il meurt à Beauport en 1816.